# Richard Gordon
Richard Francis „Dick“ Gordon, Jr. (* 5. Oktober 1929 in Seattle, Washington; † 6. November 2017 in San Marcos, Kalifornien) war ein US-amerikanischer Astronaut.

## Leben
Gordon verließ 1947 die High School in Poulsbo, einer Kleinstadt 35 Kilometer nordwestlich von Seattle, und begann anschließend ein Chemiestudium an der University of Washington. Nach dem Erwerb des Bachelor-Diploms im Sommer 1951 wurde er von der US Navy in Pensacola (Florida) zum Piloten ausgebildet, gefolgt von einem Zusatzlehrgang für Düsenmaschinen.
In Jacksonville (Florida) diente Gordon drei Jahre bei einem Geschwader, bis er Anfang 1957 von der United States Naval Test Pilot School in Maryland akzeptiert wurde. Im Juli 1957 war seine Ausbildung zum Testpiloten abgeschlossen (einer seiner Lehrer war Alan Shepard). In der Folge erprobte er am Marinestützpunkt Patuxent River Maschinen der Typen F-8U „Crusader“, F-11F „Tiger“ und FJ „Fury“.
Als Testpilot brachte Gordon das Jagdflugzeug F-4 „Phantom II“ zur Einsatzreife. Mit einer F-4H stellte er im Mai 1961 mit 1.399,7 km/h einen neuen Geschwindigkeitsrekord auf, als er die Transkontinentalstrecke von Los Angeles nach New York in nur 2 Stunden und 47 Minuten zurücklegte. An der Naval Air Station Miramar in Kalifornien bildete er Marinepiloten im Umgang mit diesem neuen Jagdflugzeug aus.
Mit einem Geschwader wurde Gordon im November 1962 mit dem Flugzeugträger Ranger Richtung Fernost entsandt. Nachdem man Japan und das Südchinesische Meer bereist hatte, traf die Einheit im Juni 1963 im Heimathafen Alameda wieder ein. Anschließend besuchte Gordon die Naval Postgraduate School in Monterey, schloss sein Studium jedoch nicht ab.

## NASA-Tätigkeit
Gordon hatte sich bereits 1962 für die zweite Astronautengruppe der USA beworben. Er wurde für eine Woche zu medizinischen Untersuchungen nach San Antonio in Texas an die School of Aerospace Medicine auf der Brooks Air Force Base eingeladen, verbrachte eine weitere Woche in Houston am Manned Spacecraft Center, wie das JSC damals hieß, wurde aber nicht ausgewählt. Bei der nächsten Selektion hatte er mehr Glück und wurde im Oktober 1963 mit einem Dutzend weiterer Kandidaten der Öffentlichkeit vorgestellt.
Nach einem halben Jahr theoretischer Ausbildung erhielt im Juli 1964 jeder der 14 neuen Astronauten ein Gebiet zugeteilt, für das er verantwortlich zeichnete. Gordon war für die Gestaltung und Anordnung der Bedienelemente des Apollo-Raumschiffs zuständig. Dazu arbeitete er eng mit den Technikern der Hersteller zusammen.
Seit September 1965 war Gordon in der Ersatzbesatzung von Gemini 8 und wurde ein halbes Jahr später erwartungsgemäß in die Flugmannschaft von Gemini 11 berufen. Diese dreitägige Mission fand im September 1966 statt. Hauptaufgabe war die Annäherung und Kopplung mit dem Zielsatelliten Agena, was zur Zufriedenheit aller Beteiligten gelang, ebenso wie die zwei Ausstiege aus dem Raumschiff, die Gordon an zwei aufeinander folgenden Tagen durchführte.
Ein Jahr nach seinem Jungfernflug wurde Gordon zum Piloten der Kommandokapsel der Apollo-8-Ersatzmannschaft bestimmt, um neun Monate später in dieser Funktion für Apollo 9 aufgestellt zu werden.
Ab März 1969 gehörte Gordon als Pilot der Kommandokapsel zur Flugbesatzung von Apollo 12. Wie bei seinem Erstflug mit Gemini 11 war der Kommandant Pete Conrad. Apollo 12 war die zweite bemannte Mondlandung und fand im November 1969 statt. Nachdem die Mondfähre „Intrepid“ gelandet war, betraten Conrad als dritter und Mondfährenpilot Alan Bean als vierter Mensch den Mond. Gordon blieb während der gesamten Mission an Bord des Kommandomoduls „Yankee Clipper“.
Am 26. März 1970 wurde die Besatzung von Apollo 15 bekanntgegeben, mit Gordon als Ersatzkommandant. Da üblicherweise die Ersatzmannschaft drei Flüge später die Hauptmannschaft bildete, konnten sich Richard Gordon, Vance D. Brand und Harrison Schmitt berechtigte Hoffnungen machen, für Apollo 18 nominiert zu werden. Am 2. September 1970 wurde dieser geplante Flug ebenso wie Apollo 19 und 20 von der NASA gestrichen.
Im Januar 1972 verließ Gordon die US-Raumfahrtbehörde und ging zunächst in den Sport: Er war fünf Jahre lang Vizepräsident der New Orleans Saints, eines Football-Clubs in der NFL-Profiliga. Anschließend leitete er für kurze Zeit ein texanisches Chemieunternehmen (Energy Developers). 1978 übernahm er für drei Jahre die Führung der Resolution Engineering and Development Company, die sich mit der Nutzbarmachung wilder Erdölquellen beschäftigte. Zwischen 1981 und 1983 war er Direktor für den Bereich Los Angeles bei Scott Science and Technology. Zudem war er ab 1982 Präsident der Astro Sciences Corporation.
Gordon war in zweiter Ehe verheiratet und hatte sechs Kinder.

## Besonderheiten und Rekorde
- 1966–1968 zusammen mit Pete Conrad Rekordhalter für die größte Entfernung von der Erde (1.374 km mit Gemini 11)